# Christian Tal Schaller
Pour les articles homonymes, voir Schaller.
Christian Tal Schaller, né Christian Schaller, le 11 septembre 1944, à Saint-Palais-sur-Mer, en France, est un essayiste et conférencier suisse. Médecin généraliste de formation, il s'engage dans la promotion d'une médecine non conventionnelle et est par la suite déchu du droit d'exercer la médecine par son orientation vers la naturopathie et le chamanisme.
Considéré comme une figure de l'antivaccinalisme, il verse dans la désinformation, le complotisme et le déni du changement climatique. Lors de la pandémie de Covid-19, début 2020, il rejoint le mouvement d'opposition aux mesures sanitaires et diffuse sur les réseaux sociaux son discours anti-vaccins.

## Biographie
Christian Tal Schaller naît en 1944,. Né Christian Schaller, il a ajouté la syllabe « Tal » à son nom afin d'être surnommé « Chris Tal ». Médecin de formation, il pratique la médecine à Genève, avant qu'une interdiction d'exercer soit associée à son nom dans le registre des professions médicales, maintenu par l'Office fédéral de la santé publique, et son orientation vers la naturopathie et le chamanisme,.

### Carrière d'éditeur et d'essayiste

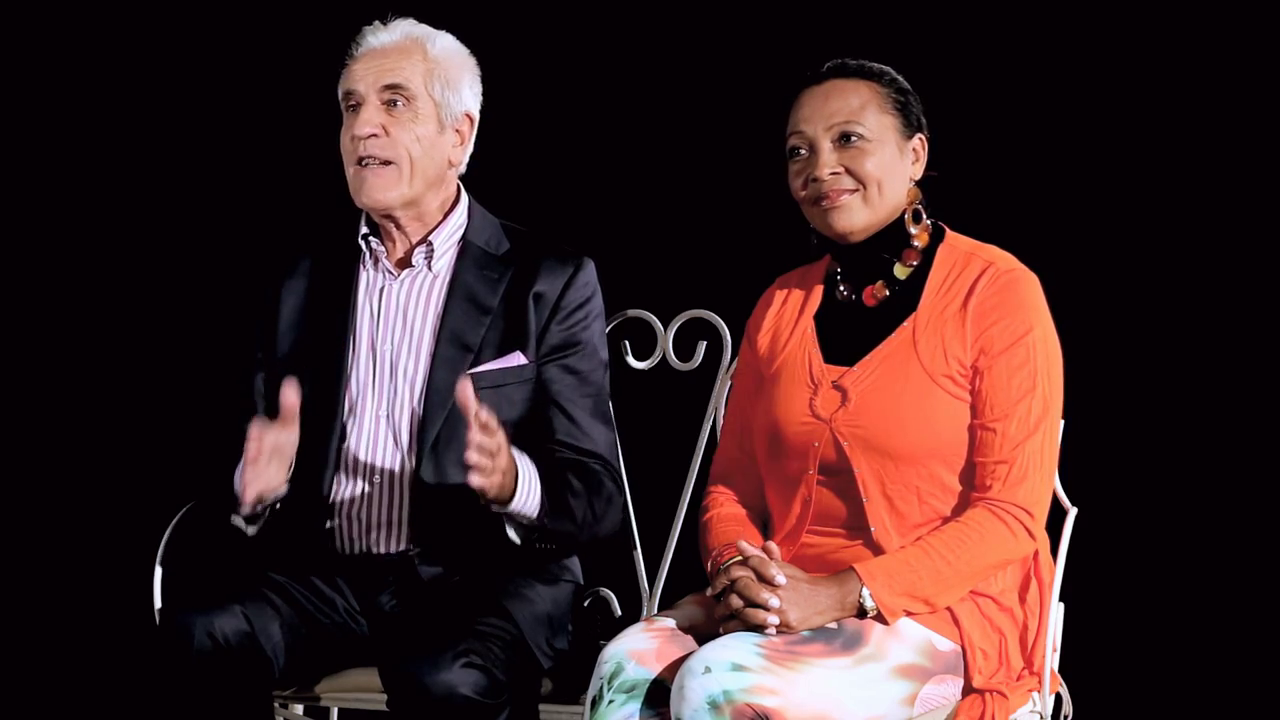
Johanne Razanamahay et Christian Tal Schaller en 2016.

En 1990, il fonde les éditions Vivez Soleil dont le fonds éditorial a été repris par les éditions Lanore. Il est marié à Johanne Razanamahay, qui se présente comme médium, chamane, psychothérapeute et conférencière, avec laquelle il écrit plusieurs essais et fonde l'Institut de Santé Globale à Taulignan, une expérience qui tournera court à cause de démêlés avec les autorités.

## Suspicions de sectarisme
En 1997, il est interrogé dans le cadre des investigations à la suite des suicides collectifs de l'Ordre du Temple solaire, les enquêteurs suspectant un lien entre son centre et la secte. Au cours de deux jours de garde à vue, il indique que son prétendu lien avec l'Ordre est d'avoir déjeuné une seule fois avec Luc Jouret. Il est relâché sans autres poursuites que des infractions au droit du travail.
En 2004, la justice française lui reproche, ainsi qu'à son épouse, d'avoir organisé des stages rémunérés dans leur propriété de Pierrelatte, dans la Drôme, alors que les deux époux étaient encore sous le coup, depuis août 2000, d'une « interdiction d'animer des séminaires sur la santé » pour une durée de cinq ans. Le procureur de la République de Valence élargit alors l'interdiction aux séances de thérapie individuelle et les condamnent à une amende de 20 000 euros.

## Réseaux sociaux
Son activité de vidéaste web sur YouTube, avec plus de 90 000 abonnés, cesse en 2021 quand sa chaîne est fermée. Il a depuis migré vers Odysee. Il est un contributeur régulier de l'émission l'info en question avec Jean-Jacques Crèvecœur, Chloé Frammery et Salim Laïbi.

## Thèmes polémiques

### Vaccins
Schaller reprend les thèses du naturopathe Paul Carton (1875-1947) selon lequel les vaccins comme les transfusions seraient des profanations de l'ordre naturel. Selon Schaller, les maladies surviennent par un mode de vie déséquilibré conduisant à l'intoxication du corps. La maladie ne serait qu'une dépollution naturelle du corps qui évolue simplement vers la guérison grâce à la nature guérisseuse ou Vis medicatrix naturae (en), si elle n'est pas entravée par les techniques et molécules artificielles de la médecine moderne.

### Médecines non conventionnelles
Il pratique le chamanisme. Il est anti-vaccins. Dans une vidéo diffusée en juillet 2014 sur Facebook et qui a fait des millions de vues en juin 2017 et analysée par les Décodeurs du Monde, il affirme que les enfants vaccinés seraient plus malades que les autres, ce qui est démenti par les études scientifiques de la couverture vaccinale, qui prouvent au contraire l'efficacité de la vaccination contre les épidémies et maladies infectieuses.
C'est aussi un défenseur de la « rirothérapie » et de l'urinothérapie, écrivant plusieurs livres sur le sujet et en faisant la promotion,. Il affirme ainsi que cela pourrait soigner les personnes atteintes de cancer ou SIDA, sans toutefois fournir un cas susceptible d'étayer son propos à Vice News, qui écrit que « cette affirmation ne repose sur aucune preuve, et témoigne d'une certaine tendance à annoncer des miracles que personne n'a jamais observés » et rappelle que « s'il est plausible que la médecine holistique ait quelques bienfaits sur le bien-être physique, il est extrêmement dangereux d'avoir recours uniquement à celle-ci afin de soigner de telles maladies ». 
Selon Conspiracy Watch, c'est un médecin « reconverti dans l’« urinothérapie », le chamanisme et la désinformation complotiste ». Selon lui, les vaccins seraient un complot pour « diminuer la population mondiale » et tuer « des millions de gens » et non « pour éviter les épidémies », le tout dans un monde dirigé par Bill Gates, les Rothschild et les Rockefeller qui comploteraient pour empoisonner et tuer la population mondiale, notamment via le fluor ou les « chemtrails » dans « un projet politique bien pire que celui d’Hitler ». Pour lui le sida « n’a jamais été une maladie contagieuse » puisque « ce virus n'a jamais existé, c'est une invention totale ».

### Pandémie de Covid-19
Lors de la pandémie de Covid-19, il s'est positionné dans l'opposition aux mesures de lutte contre la pandémie de Covid-19 avec un grand succès sur les réseaux sociaux,.
En mai 2020, lors d'une conférence sur YouTube en compagnie de Thierry Casasnovas, Jean-Jacques Crèvecœur et Silvano Trotta, il qualifie le Covid-19 de « pseudo virus » et les vaccins d’« immense supercherie ». La même année, il affirme que le futur vaccin anti-Covid-19 serait mortel, dans ce qui s'apparente à du conspirationnisme,, et que la chimiothérapie n’aurait jamais soigné un cancer, sans apporter de preuves scientifiques de cette affirmation. Celui qui, dans les années 1980, a fréquenté Luc Jouret, un cofondateur de l'Ordre du Temple solaire, est aussi proche de la naturopathe Irène Grosjean.
En octobre 2021, le thérapeute anti-vaccin, qui compare la vaccination à « un véritable holocauste », diffuse, via Facebook, une information fausse. Il affirme que la population d'Israël, opposée à la vaccination contre la Covid-19, a entamé une grève nationale, bloquant les voies routières et les villes. En réalité, des manifestants israéliens protestent contre la mise en place d'un passe sanitaire.
Après la période de pandémie mondiale, Christian Tal Schaller verse dans le déni du changement climatique, qu'il qualifie d'« escroquerie ».

## Publications
Christian Tal Schaller a publié plusieurs ouvrages dans lesquels il promeut le jeûne, les graines germées et l'urinothérapie. Il expose ses théories complotistes dans des pamphlets tels que Les vaccins sont des poisons (2004), L'affaire Schaller : mon combat contre la rumeur, Vaccins, un génocide planétaire ? (2009) et Sortez de l'hypnose collective : La fin des grands mensonges (2012),,. Il est aussi administrateur du site web intitulé « Santé Globale », santeglobale.world,.